# 阿基歐斯·埃萊夫塞里奧斯教堂
37°58′30.02″N 23°43′48.06″E / 37.9750056°N 23.7300167°E

教堂

阿基歐斯·埃萊夫塞里奥斯教堂（希臘語：Ναός Θεοτόκου Γοργοεπήκοου και Αγίου Ελευθερίου）是位於希臘首都雅典的一座修建於拜占庭時期的教堂。鄰近雅典都主教座堂。